# SF起源 タイムゲイト
『SF起源 タイムゲイト』（エスエフきげん タイムゲイト、The Infinite Worlds of H. G. Wells）は、ハーバート・ジョージ・ウェルズの短編科学小説を元にした、2001年のSFテレビドラマ（ミニシリーズ）作品。

## 作品概要
アメリカで放送されたのは全6話であるが、日本ではそのうちの4話が、順序も変更されて、『SF起源 タイムゲイト トリップ編』と『SF起源 タイムゲイト リバース編』として、VHSおよびDVDで発売されている。

## ストーリー
女性ジャーナリストのマギラレイにインタビューを受けている老いた作家ハーバート・ジョージ・ウェルズが若き日を回想し、ウェルズと女性科学者ジェーン・ロビンズの体験を描いたという呈でストーリーは進む。(ジェーン・ロビンズは後にウェルズの二人目の妻となる。またマギラレイは政府機関の要員だったことが判明する）
ウェルズは独自のSF的観点から事件を追い、その真相を追い求める。
この面から推理ドラマとしても楽しめ、各ストーリーごとに起こる事件の真相には、それぞれ細かく伏線が張られている。
各事件はウェルズの作品がモデルとなっており、この作品内では、その事件が影響して描かれたものとなっている(どの作品がモデルとなったかはDVDなどで確認することができる)。

### 各ストーリー
- 第1話　he New Accelerator - 邦題「新加速剤」
- 第2話　The Crystal Egg - 邦題「水晶の卵」（オリジナルでは第3話）
- 第3話　The Queer Story of Brownlow's Newspaper - 邦題「ブラウンローの新聞」（その他の邦題「未来新聞」）　（オリジナルでは第2話）
- 第4話　The Truth About Pyecraft - 邦題「パイクラフトの真相」（その他の邦題「パイクラフトの話」）　（オリジナルでは第5話）

## 登場人物・キャスト
- H・G・ウェルズ：トム・ウォード
- ジェーン・ロビンズ：ケイティ・カーミッチェル
- エレン・マギラレイ：イブ・ベスト

## スタッフ
- 原作 - ハーバート・ジョージ・ウェルズ
- 制作総指揮 - ロバート・ハルミ・シニア/ロバート・ハルミ・ジュニア
- 監督 - ロバート・ヤング
- プロデューサー - ダイソン・ロズウェル/ニック・ウィリング
- 脚本 - クライブ・エクストン/マーク・スキート/マヒュー・フォーク/クリス・ハロルド